# HP-42S

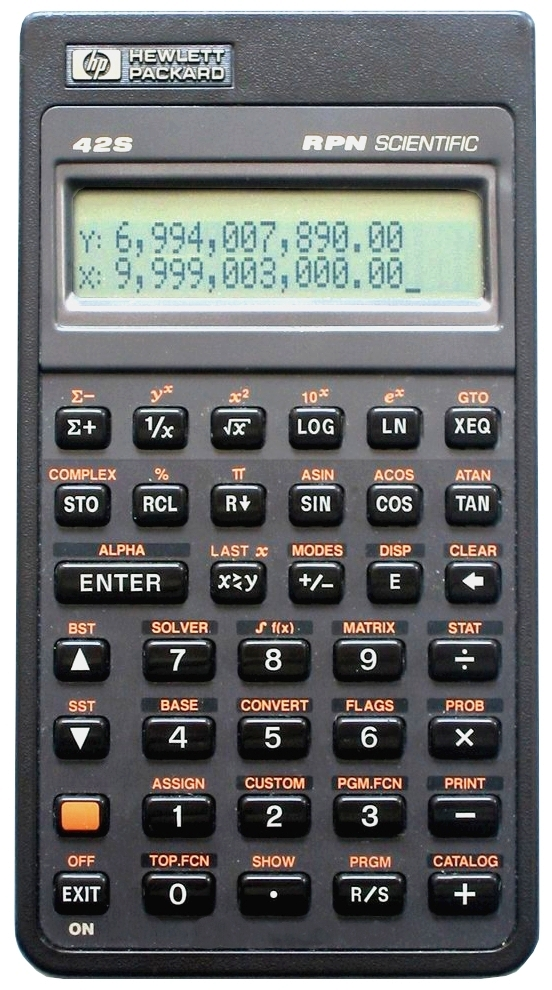
La HP-42S.

La HP-42S fue una calculadora RPN científica programable introducida por Hewlett Packard en 1988. Tenía funciones avanzadas de matemáticas, álgebra lineal, análisis estadístico, ciencias de la computación y otras aplicaciones.

## Sucesora de la HP-41
La HP-42S fue lanzada como sucesora de la vieja serie HP-41. Fue diseñada para ser compatible con todos los programas escritos para la HP-41. Sin embargo, recibió críticas por su falta de expandibilidad, y ninguna capacidad real de I/O, ambas características claves de la serie HP-41.
Sin embargo, la 42S tenía una tamaño mucho más pequeño que la 41, y ofrecía muchas más funciones incorporadas, tales como un editor de matrices, soporte para números complejos, un solucionador de ecuaciones, menús definibles por el usuario, y capacidades gráficas básicas. Además, ofrecía una pantalla de matriz de puntos de dos líneas, que hizo más fácil seguir la manipulación de la pila.
En la comunidad de las calculadoras HP, el 42S es famosa por sus precios inflados en las subastas en línea.

## Especificaciones de HP-42S
- Serie: Pioneer
- Nombre código: Davinci
- Fecha de introducción: 1988-10-31

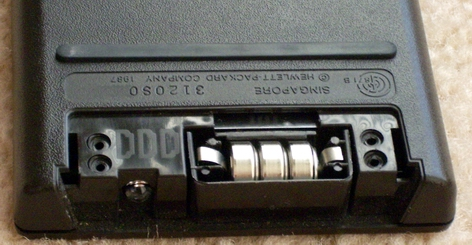
Compartimiento de las baterías de la HP-42S.

- Programabilidad: Golpe de teclado RPN completamente combinado
- Pasos del programa: 7200
- 64 KB de ROM
- Funciones: Más de 600
- Pantalla: 2 líneas LCD con caracteres alfanuméricos y símbolos, además de capacidades gráficas limitadas
- Expansibilidad: No, con excepción de la impresión IR
- Tamaño: 148x80x15mm
- Energía: 3 baterías de celdas de 1.5V